# Гончаренко, Сергей Филиппович
Серге́й Фили́ппович Гончаре́нко (25 ноября 1945, Стамбул — 9 мая 2006, Москва) — русский поэт, переводчик, испанист. Член Союза писателей СССР с 1976 года. Член-корреспондент испанской Королевской академии, действительный член РАЕН. Доктор филологических наук, профессор.

## Биография
Родился в семье полковника советской армии, военного атташе СССР в Стамбуле и Берне Гончаренко Ф. И. и учительницы ботаники и зоологии Скоробогатой Т. С. Учился блестяще, школу окончил с золотой медалью. Вопреки желанию родителей воспитать сына потомственным военным, с детских лет активно занимался сочинительством. Поэзия стала его призванием. В 1970 году он с отличием окончил переводческий факультет Московского института иностранных языков имени Мориса Тореза. На пятом курсе женился на Бородиной Н. Н., студентке Института культуры. В 1974 году у них родился сын Филипп, в 1980 — дочь Елизавета, в 1986 году — сын Павел.
Уже в студенческие годы его стихи и поэтические переводы публиковались в ведущих советских газетах и журналах. В 1976 году Сергей Гончаренко был принят в Союз писателей СССР. К тому времени он уже успел зарекомендовать себя как учёный. За кандидатской диссертацией по стилистике поэтической речи последовала докторская диссертация по двум специальностям «Стилистический анализ испанского стихотворного текста: основы теории испанской поэтической речи». Опубликованные впоследствии многочисленные научные труды С. Гончаренко по теории поэтической речи, общей и частной теории перевода, истории и теории испаноязычной литературы и романской филологии получили признание как в России, так и за рубежом. Но главное — они нашли воплощение в его переводах более 150 испанских, португальских, латиноамериканских, филиппинских и французских поэтов. Своими научными открытиями профессор Гончаренко поделился с большим числом выпускников Московского государственного лингвистического университета, проректором по научной работе которого он был до последнего дня жизни. А мастерство поэтического перевода он старался передать студентам Литературного института им. Горького. Сергей Филиппович Гончаренко — основатель Ассоциации испанистов России и Культурного фонда Мигеля Эрнандеса, председатель Комитета по поэтическому переводу ФИТ.
Cкончался 9 мая 2006 г. Похоронен на Химкинском кладбище рядом с сыном Филиппом (1974—2009).

## Поэтические книги С. Ф. Гончаренко
- «Четыре лета в году» (М., 1980);
- «Дитя дождя» (М., 1990);
- «Русский романсеро» (М., 1991);
- «Песочные часы» (М., 1993);
- «Речь от слова река» (М., 1994);
- «Собрание избранных сочинений» в трех томах (М., 1995—1996);
- «И всего-то сто шагов до Храма» (М., 1999);
- «Все костры однажды станут дымом» (М., 2001);
- «Суть истины — не в правде, а в любви» (М., 2003);
- «Избранные стихотворения» (М., 2005);
- «И было солнце…» (М., 2005);

## Поэтические переводы С. Ф. Гончаренко
- Рафаэль Альберти. Избранное. М., «Художественная литература», 1977;
- Антология кубинской поэзии XIX—XX веков. М., «Художественная литература», 1982;
  - Хосе Мариа Эредиа;
  - Хосе Хасинто Миланес;
  - Хосе Форнарис;
  - Луиса Перес де Самбрана;
  - Хосе Марти;
  - Хулиан дель Касаль;
  - Мариано Бруль;
  - Рубен Мартинес Вильена;
  - Феликс Пита Родригес;
  - Анхель Аухьер;
  - Роберто Фернандес Ретамар;
  - Давид Черисьян;
- Беккер, Густаво Адольфо. Избранные произведения. М., «Художественная литература», 1985;
- Вивар, Альфредо. Стихи. Журнал «Иностранная литература», № 10, 1988;
- Гарсиа Лорка, Федерико. Избранные произведения в 2-х томах. М., «Художественная литература», 1975;
- Гонгора-и-Арготе, Луис де. Лирика. М., «Художественная литература», 1977;
- Грейфф, Леон де. Под знаком Льва. М., «Художественная литература», 1986;
- Из современной испанской поэзии. М., «Прогресс», 1979;
  - Висенте Алейсандре;
  - Хосе Агустин Гойтисоло;
  - Хосе Анхель Валенте;
- Испанская поэзия в русских переводах 1792—1976. М., «Прогресс», 1978; Испанская поэзия в русских переводах 1789—1980. М., «Радуга», 1984; (составитель).
  - Хуан Руис;
  - Хуан де Мена;
  - Гарсиласо де ла Вега;
  - Лопе де Вега;
  - Луис де Гонгора;
  - Рамон де Кампоамор;
  - Мигель де Унамуно;
  - Антонио Мачадо;
  - Висенте Алейсандре;
- Испанские поэты XX века. БВЛ. М., «Художественная литература», 1977;
  - Хуан Рамон Хименес;
  - Антонио Мачадо;
  - Федерико Гарсиа Лорка;
  - Рафаэль Альберти;
  - Мигель Эрнандес;
- Испанские сонеты. Журнал «Смена», № 10, 1995;
  - Гарсиласо де ла Вега;
  - Мигель де Сервантес;
  - Лопе де Вега;
  - Луис де Гонгора;
  - Франсиско де Кеведо;
  - Мигель де Унамуно;
  - Висенте Алейсандре;
  - Рафаэль Альберти;
- Кальдерон де ла Барка, Педро. Великий театр мира. Журнал «Столпотворение» № 3, М., «Вагриус», 1998 Великий театр мира;
- Каррера Андраде, Хорхе. Инвентарь мира. М., «Художественная литература», 1977;
- Латинская Америка: Литературная панорама. Выпуск 7. М., «Художественная литература», 1990;
  - Сауль Ибаргоен Ислас (Уругвай);
- Лесама Лима, Хосе. Избранные произведения. М., «Художественная литература», 1988;
- Огонь и розы. Из современной каталонской поэзии. М., «Прогресс», 1981;
  - Жоан Марагаль;
  - Герау де Льост;
  - Жозеп Себастьян Понс;
  - Клементина Ардериу;
  - Жозеп М. де Сагарра;
  - Мариа М. Манент;
  - Сальвадор Эсприу;
  - Жоан Виньоли;
  - Габриель Ферратэ;
- Отеро Сильва, Мигель. Избранное. «Молодая Гвардия», 1985;
- Пернатые молнии. Мексиканская поэзия XX века. М., «Радуга», 1988;
  - Хавиер Вильяуррутиа;
  - Элиас Нандино;
  - Эфраин Уэрта;
  - Рубен Бонифас Нуньо;
  - Хуан Баньуэлос;
  - Оскар Олива;
- Поэзия Аргентины. М., «Художественная литература», 1987;
  - Бальдомеро Фернандес Морено;
  - Рафаэль Альберто Арриэта;
  - Артуро Капдевилья;
  - Оливерио Хирондо;
  - Хорхе Луис Борхес;
  - Хосе Гонсалес Карвальо;
  - Хосе Портогало;
  - Рауль Гонсалес Туньон;
  - Ариэль Кансани;
  - Армандо Техада Гомес;
- Поэзия Колумбии. М., «Художественная литература», 1991;
  - Гильермо Валенсиа;
  - Леон де Грейфф;
  - Эдуардо Карранса;
  - Эктор Рохас Эрасо;
  - Альваро Мутис;
  - Хорхе Гайтан Дуран;
  - Фернандо Арбелаэс;
- Поэзия Кубы. М., «Прогресс», 1980;
  - Бонифасио Бирне;
  - Энрике Эрнандес Мийярес;
  - Франсиско Хавьер Пичардо;
  - Агустин Акоста;
  - Мариано Бруль;
  - Фелипе Пичардо Мойя;
  - Мануэль Наварро Луна;
  - Рубен Мартинес Вильена;
  - Эухенио Флорит;
  - Эмилио Бальягас;
  - Феликс Пита Родригес;
  - Марселино Аросарена;
  - Элисео Диего;
  - Файад Хамис;
  - Роберто Фернандес Ретамар;
  - Альберто Рокасолано;
  - Давид Черисьян;
- Поэзия Латинской Америки. БВЛ. М., «Художественная литература», 1975;
  - Хосе Марти (Куба);
  - Хорхе Луис Борхес (Аргентина);
  - Рауль Гонсалес Туньон (Аргентина);
  - Эктор Борда (Боливия);
  - Мануэль дель Кабраль (Доминиканская Республика);
  - Педро Мир (Доминиканская Республика);
  - Гильермо Валенсиа (Колумбия);
  - Леон де Грейфф (Колумбия);
  - Деметрио Корси (Панама);
  - Густаво Валькарсель (Перу);
  - Идеа Вилариньо (Уругвай);
  - Висенте Уидобро (Чили);
  - Хорхе Тейльер (Чили);
  - Хорхе Энрике Адоум (Эквадор);
- Поэты Латинской Америки. М., «Молодая Гвардия», 1980;
  - Антонио Сиснерос;
  - Хорхе Тейльер;
- Унамуно, Мигель де. Избранная лирика. «Молодая Гвардия», 1980;
- Унамуно, Мигель де. Кансьонеро. Журнал «Смена», № 1, 1997;
- Флейта в сельве. М., «Художественная литература», 1977;
  - Хосе Марти (Куба);
  - Гильермо Валенсиа (Колумбия);
- Шар, Рене // Гончаренко С. Ф. Собрание избранных сочинений в трёх томах. М., «РЕМА», 1995. Том первый, второй — избранные переводы;